# 索孔帕火山
24°24′S 68°15′W / 24.400°S 68.250°W

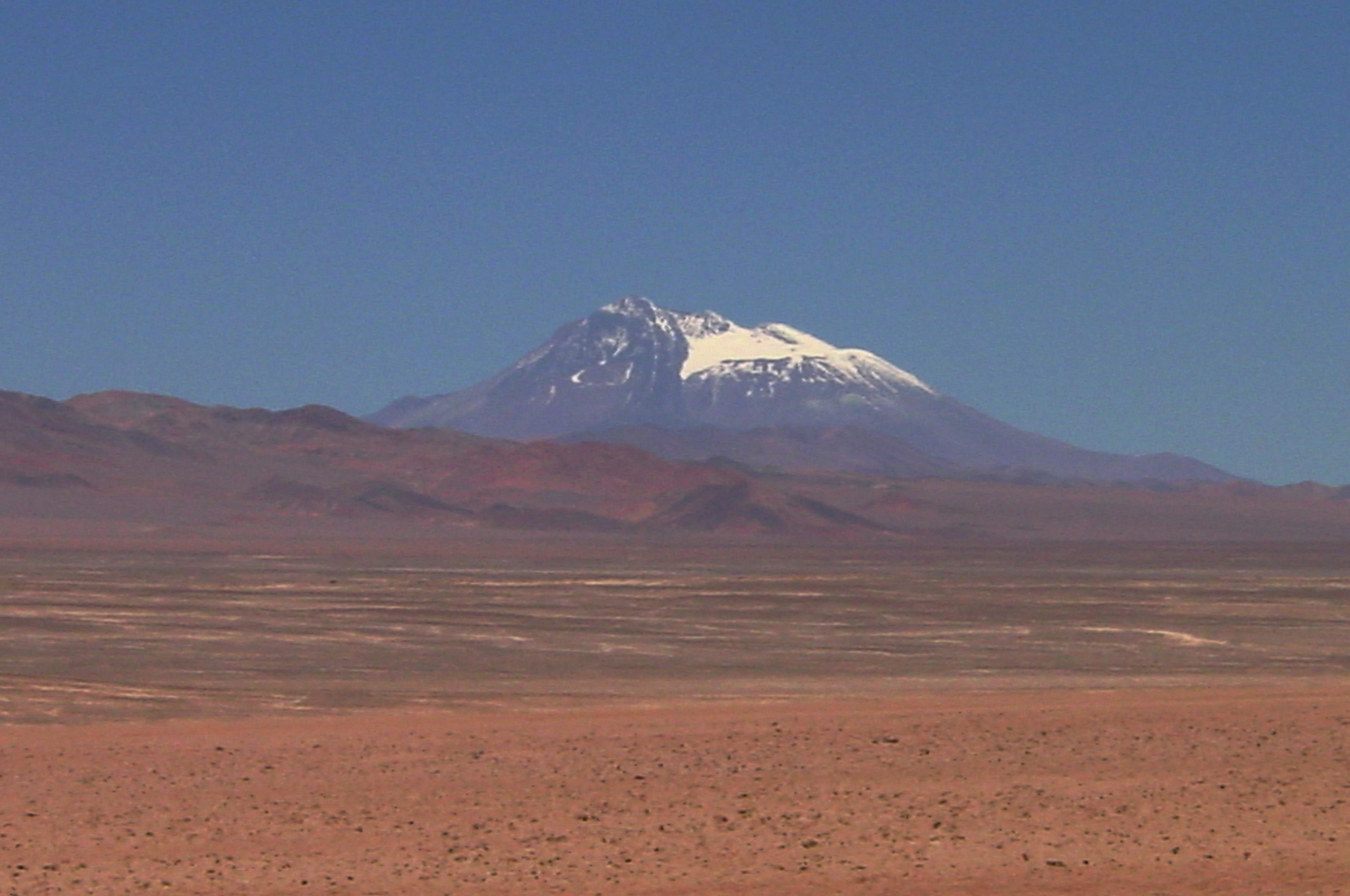

索孔帕火山是南美洲的火山，屬於安第斯山脈的一部分，位於智利安托法加斯塔大區和阿根廷薩爾塔省接壤的邊境，海拔高度6,051米，最近一次火山噴發在公元前5250年發生，人類在1919年首次成功登頂。